# Marcela Moraga
Marcela Moraga, född 1983, är en svensk programledare i Sveriges Radio P3 för programmet Mitt P3. När hon tog över programledarrollen efter Deniz Merdol under våren 2008, var det hennes programledardebut. Tidigare har hon dock även varit gästpratare i programmet Din gata. Moraga är uppvuxen i Malmö och har latinamerikanska rötter med föräldrar från Chile. Hon påpekar dock att hon ser sig själv som latinamerikan i första hand. Hon har studerat mänskliga rättigheter på Malmö högskola. 2002 medverkade hon i Kanal 5:s talangsåpa Popstars.